# هنري الكسندر (رسام)
هنري الكسندر (بالإنجليزية: Henry Alexander)‏ هو رسام أمريكي، ولد في 1860 في سان فرانسيسكو في الولايات المتحدة، وتوفي في 15 مايو 1894 في نيويورك في الولايات المتحدة بسبب تسمم.